# Nube de Oort

Imagen artística del cinturón de Kuiper y de la nube de Oort.

La nube de Oort (también llamada nube de Öpik-Oort en honor a Ernst Öpik y Jan Hendrik Oort) es una región conformada por objetos transneptunianos que se encuentra en los límites del sistema solar, casi a un año luz del Sol, y aproximadamente a un cuarto de la distancia del Sol a Próxima Centauri, la estrella más cercana a nuestro sistema solar. Las otras dos acumulaciones conocidas de objetos transneptunianos, el cinturón de Kuiper y el disco disperso, están situadas unas cien veces más cerca del Sol que la nube de Oort. Según algunas estimaciones estadísticas, la nube podría albergar entre uno y cien billones (1012 - 1014) de objetos, siendo su masa unas cinco veces la de la Tierra.
Presenta dos regiones diferenciadas: la nube de Oort exterior, de forma esférica, y la nube de Oort interior, también llamada nube de Hills, que se cree que presenta una estructura con forma de disco o, recientemente, una forma espiral. Los objetos de la nube están formados por compuestos como helio, metano y amoníaco, entre otros, y se formaron muy cerca del Sol cuando el sistema solar todavía estaba en sus primeras etapas de formación. Una vez formados, llegaron a su posición actual en la nube de Oort a causa de los efectos gravitatorios de los planetas gigantes.
Los astrónomos creen que es la fuente de todos los cometas de período largo y de tipo Halley, y de algunos centauros y cometas de Júpiter. Los objetos de la nube de Oort exterior se encuentran muy poco ligados gravitacionalmente al Sol, y esto hace que otras estrellas, e incluso la propia Vía Láctea, puedan afectarlos y provocar que salgan despedidos hacia el sistema solar interior. La mayoría de los cometas de período corto se originaron en el disco disperso, pero se cree que, aun así, existe un gran número de ellos que tienen su origen en la nube de Oort. A pesar de que tanto el cinturón de Kuiper como el disco disperso se han observado, estudiado, y también clasificado muchos de sus componentes, solo tenemos evidencia en la nube de Oort de cinco posibles miembros: (90377) Sedna, (148209) 2000 CR105, (308933) 2006 SQ372, 2008 KV42, encontrándose todos ellos en la nube de Oort interior. El 26 de marzo de 2014 se anunció el descubrimiento de un nuevo objeto, que sería el segundo más grande de la nube tras Sedna, identificado como 2012 VP113. El 10 de noviembre de 2015, la revista Nature publicaba anunciando el descubrimiento de un nuevo objeto transneptuniano localizado en los márgenes inferiores de la nube de Oort. Dicho objeto sería el más lejano del sistema solar, récord que antes ostentaba el planeta enano Eris.

## Primeras hipótesis
En 1932, el astrónomo estonio Ernst Öpik postuló que los cometas de período largo se originaron en una nube que orbitaba en los confines del sistema solar. En 1950, el astrónomo neerlandés Jan Hendrik Oort postuló la teoría de manera independiente para resolver una paradoja. Las órbitas de los cometas son muy inestables, siendo la dinámica la que dictamina si colisionarán con el Sol o con cualquier otro planeta, o si saldrán despedidos del sistema solar debido a las perturbaciones de los planetas. Además, al estar formados en su mayor parte por hielo y otros elementos volátiles, estos se van desprendiendo gradualmente debido a la radiación electromagnética hasta que el cometa se divide o adquiere una corteza aislante que frena la desgasificación. De este modo, Oort razonó que los cometas no pudieron haberse formado en su órbita actual, y que debían de haber permanecido durante toda su existencia en un lejano depósito repleto de estos cuerpos celestes, cayendo con el tiempo hacia el sistema solar y convirtiéndose en cometas de período largo.
Existen dos tipos de cometas: los de período corto (también llamados cometas eclípticos), que presentan órbitas por debajo de las 10 ua, y los de período largo (cometas casi isótropos), que poseen órbitas de más de 1000 ua. Oort investigó los cometas casi isótropos, y encontró que la mayoría de ellos poseían un afelio (su distancia más lejana al Sol) de aproximadamente 20 000 ua y parecían provenir de todas direcciones, lo cual fortalecía su hipótesis y sugería un depósito de forma esférica. Los escasos cometas que poseían afelios de 10 000 ua debieron haber pasado en algún momento muy cerca del sistema solar, siendo influidos por la gravedad de los planetas y, por lo tanto, haciendo más pequeña su órbita.

## Composición y estructura

Distancia de la nube de Oort respecto del resto de cuerpos del sistema solar.

Se cree que la nube de Oort se extiende desde 2000 ua o 5000 ua hasta 50 000 ua del Sol, aunque algunas fuentes sitúan su límite entre 100 000 ua y 200 000 ua. La nube de Oort se puede dividir en dos regiones: la nube de Oort exterior (entre 20 000 ua y 50 000 ua), de forma esférica, y la nube de Oort interior (entre 2000 ua y 20 000 ua), que tiene forma toroidal.
La nube exterior se encuentra muy poco ligada al Sol y es la fuente de la mayor parte de los cometas de período largo. La nube interior también se conoce como nube de Hills, en honor a Jack G. Hills, el astrónomo que propuso su existencia en 1981. Los modelos predicen que la nube interior debería poseer decenas o cientos de veces más objetos que la nube exterior; parece ser que la nube de Hills reabastece de cometas a la nube exterior a medida que se van agotando y explica la existencia de la nube de Oort tras miles de millones de años.
Se cree que la nube de Oort puede albergar varios billones de cuerpos de más de 1.3 kilómetros de diámetro y quinientos mil millones con una magnitud absoluta menor a +10.9 (cuanto menor es el valor, mayor es el brillo). A pesar del número tan elevado de cuerpos, cada uno de ellos estaría separado en promedio varias decenas de millones de kilómetros con respecto al más cercano. La masa de la nube de Oort no se sabe con certeza, pero si se toma el cometa Halley como prototipo de objeto de la nube exterior, se estima que la masa sería de 3 × 1025 kg, unas cinco veces la de la Tierra. Anteriormente se pensaba que su masa podría llegar a ser hasta trescientas ochenta veces la masa terrestre, pero nuestra comprensión de la distribución de tamaños de los cometas de período largo ha reducido las estimaciones. Actualmente la masa de la nube de Oort interior continúa siendo desconocida.
Si los cometas que se han analizado conforman una estimación de los que se encuentran en la nube de Oort, la gran mayoría estarían formados por hielo, metano, etano, monóxido de carbono y ácido cianhídrico. Sin embargo, el descubrimiento del objeto transneptuniano 1996 PW, que posee una órbita más característica de un cometa de período largo, sugiere que la nube también alberga objetos rocosos. Los análisis de los isótopos de carbono y nitrógeno revelan que apenas existen diferencias entre los cometas de la nube de Oort y los cometas de Júpiter, a pesar de las enormes distancias que los separan. Este hecho sugiere que todos ellos se formaron en la nube protosolar, durante la formación del sistema solar. Estas conclusiones son también aceptadas por los estudios del tamaño granular en los cometas de la nube de Oort, así como también por el estudio de los impactos del cometa 9P/Tempel 1.

## Origen

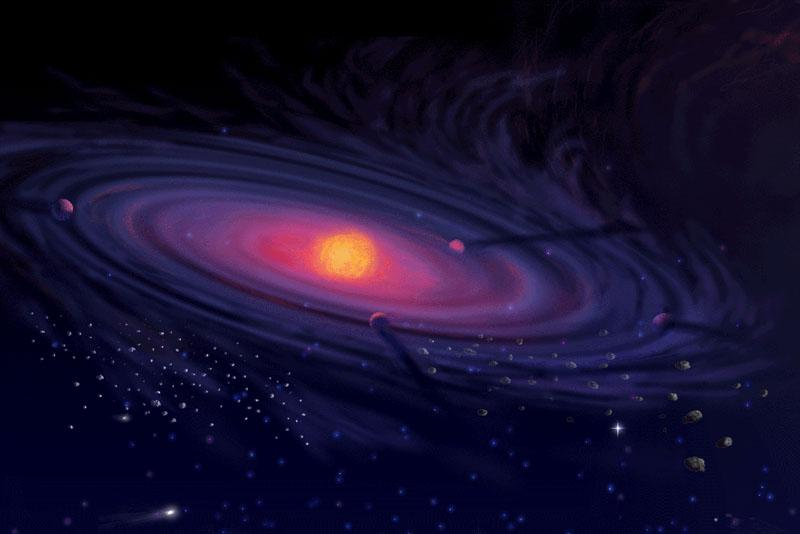
Imagen artística de un disco protoplanetario, similar al que formó el sistema solar. Se cree que los objetos de la nube de Oort se formaron en el interior de estos discos (muy lejos de la actual posición de la nube), cerca de los planetas gigantes como Júpiter cuando todavía estaban formándose, y que la gravedad de estos expulsó al exterior los objetos que hoy forman la nube de Oort.

Todo indica que la nube de Oort se formó como remanente del disco protoplanetario que se formó alrededor del Sol hace 4600 millones de años. La hipótesis más aceptada es que los objetos de la nube de Oort se formaron muy cerca del Sol, en el mismo proceso en el que se crearon los planetas y los asteroides, pero las interacciones gravitatorias con los jóvenes planetas gaseosos como Júpiter y Saturno expulsaron estos objetos hacia largas órbitas elípticas o parabólicas. Se han realizado simulaciones de la evolución de la nube de Oort desde su formación hasta nuestros días y estas muestran que su máxima masa la adquirió 800 millones de años tras su formación.
Los modelos realizados por el astrónomo uruguayo Julio Ángel Fernández sugieren que el disco disperso, que es la principal fuente de cometas periódicos del sistema solar, podría ser también la principal fuente de los objetos de la nube de Oort. De acuerdo con sus modelos, la mitad de los objetos dispersados viaja hacia la nube de Oort, un cuarto queda atrapado orbitando a Júpiter, y otro cuarto sale expulsado en órbitas parabólicas. El disco disperso todavía podría seguir alimentando a la nube de Oort, proporcionándole nuevo material. Se ha calculado que, al cabo de 2500 millones de años, un tercio de los objetos del disco disperso acabarán en la nube de Oort.
Los modelos computacionales sugieren que las colisiones de los escombros de los cometas ocurridos durante el período de formación desempeñan un rol mucho más importante de lo que anteriormente se creía. De acuerdo con estos modelos, durante las fases más tempranas del sistema solar sucedieron tal cantidad de colisiones, que muchos cometas fueron destruidos antes de alcanzar la nube de Oort. Así pues, la masa acumulada en la actualidad en la nube de Oort es mucho menor de lo que se pensaba. Se calcula que la masa de la nube de Oort es solo una pequeña parte de las entre cincuenta y cien masas terrestres de material expulsado.
La interacción gravitatoria de otras estrellas y la marea galáctica modifica las órbitas de los cometas, haciéndolas más circulares. Esto podría explicar la forma esférica de la nube de Oort exterior. Por otro lado, la nube interior, que se encuentra más ligada gravitacionalmente al Sol, todavía no ha adquirido dicha forma. Estudios recientes muestran que la formación de la nube de Oort es compatible con la hipótesis de que el sistema solar se formó como parte de un cúmulo de entre doscientas y cuatrocientas estrellas. Si la hipótesis es correcta, las primeras estrellas del cúmulo que se formaron podrían haber afectado en gran medida a la formación de la nube de Oort, dando lugar a frecuentes perturbaciones.

## Cometas

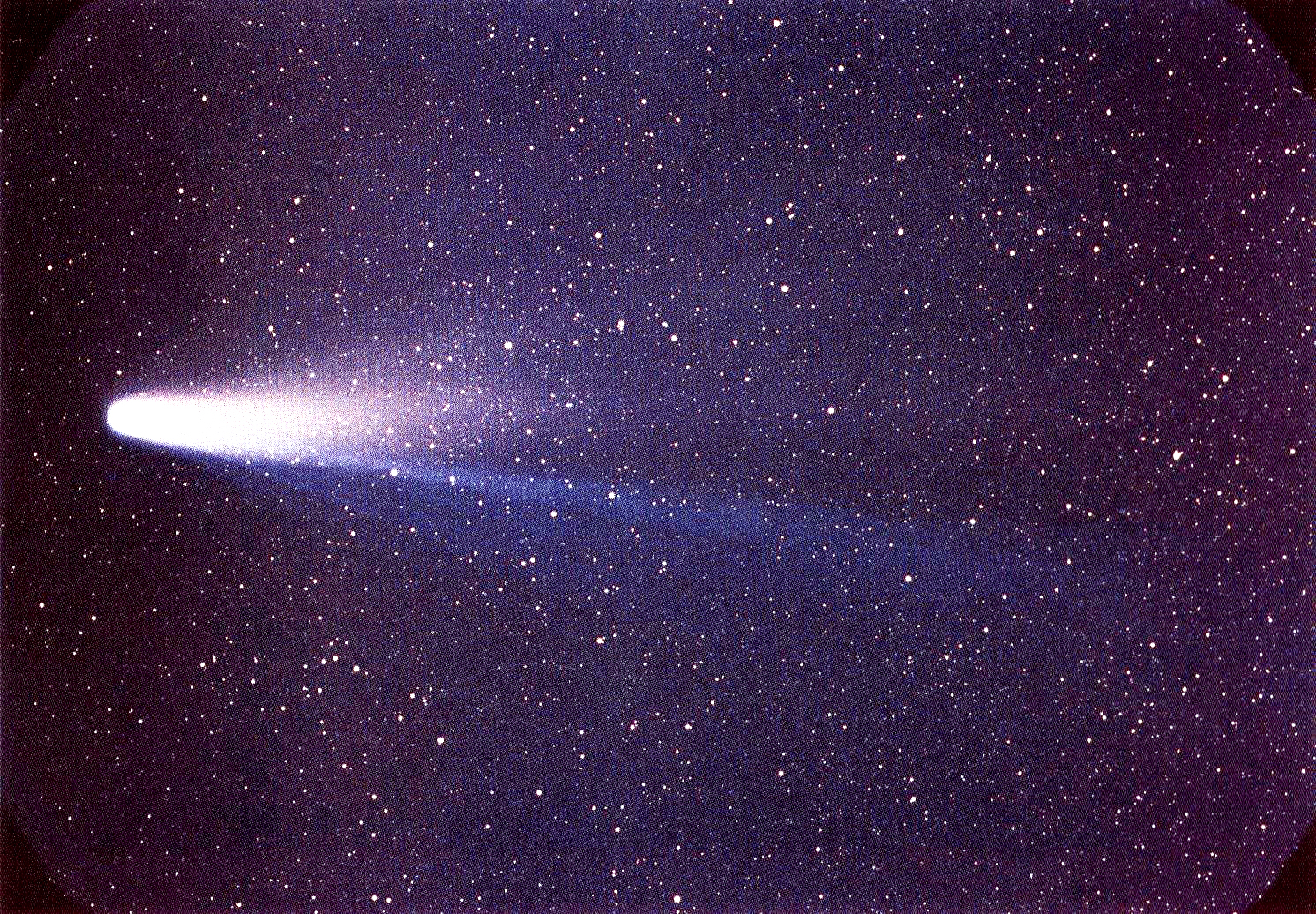
Cometa Halley, es el prototipo de los cometas tipo Halley (período corto), que se cree que se originaron en el cinturón de Kuiper.

Se cree que los cometas se han originado en dos puntos bien diferenciados del sistema solar. Los cometas de período corto se generaron en su mayor parte en el cinturón de Kuiper o en el disco disperso, que comienzan a partir de la órbita de Plutón (a 38 ua del Sol) y se extienden hasta las 100 ua. Los de período largo, como el cometa Hale-Bopp, que tardan miles de años en completar una órbita, se originaron todos en la nube de Oort. El cinturón de Kuiper genera pocos cometas debido a su órbita estable, al contrario que el disco disperso, que es dinámicamente muy activo. Los cometas escapan del disco disperso y caen bajo los dominios gravitatorios de los planetas exteriores, convirtiéndose en lo que se conoce como centauros. Estos centauros, con el tiempo, son enviados más adentro del sistema solar y se convierten en cometas de período corto.
Los cometas de período corto pueden dividirse en dos tipos: los de la familia de Júpiter y los de la familia del Halley (también llamados cometas tipo Halley). Su principal diferencia radica en el período; los primeros tardan menos de veinte años en completarlo y tienen semiejes mayores en torno a 5 ua y los segundos tardan más de veinte años y su semieje mayor suele ser de más de 10 ua. También se puede utilizar el parámetro de Tisserand para diferenciarlos, siendo «{\displaystyle {T_{p}}=2}» la frontera de separación entre ambos, aunque su efectividad está disputada. Además, los cometas de la familia de Júpiter tienen inclinaciones orbitales bajas, unos 10° de media, mientras que los de tipo Halley tienen inclinaciones orbitales muy desiguales, aunque generalmente muy pronunciadas, de unos 41° de media. Todas estas diferencias tienen lugar debido a su origen: los cometas de la familia de Júpiter se formaron en su mayor parte en el disco disperso, mientras que los de la familia del Halley se originaron en la nube de Oort. Se cree que estos últimos fueron cometas de período largo que fueron capturados por la gravedad de los planetas gigantes y enviados al sistema solar interior.
Jan Oort se percató de que el número de cometas era menor que el predicho por su modelo y todavía en la actualidad el problema está sin resolver. Las hipótesis apuntan a la destrucción de los cometas por impacto o a su disgregación por fuerzas de marea; también se sugiere la pérdida de todos los compuestos volátiles o la formación de una capa no volátil en su superficie, lo cual haría invisible al cometa. Se ha observado también que la incidencia de los cometas en los planetas exteriores es mucho mayor que en los interiores. Lo más probable es que se deba a la atracción gravitatoria de Júpiter, que actuaría a modo de barrera, atrapando los cometas y haciendo que colisionaran con él, del mismo modo que sucedió con el cometa Shoemaker-Levy 9 en 1994.

## Fuerzas de marea

Al igual que la Luna ejerce mareas sobre los océanos de la Tierra, la nube de Oort también sufre estas fuerzas de marea; siguiendo el símil, la Luna sería la Vía Láctea y los océanos los objetos de la nube de Oort.

Las fuerzas de marea se producen debido a que la gravedad que ejerce un cuerpo decrece con la distancia. El efecto más cotidiano son las mareas que la Luna provoca sobre los océanos terrestres, causando que estos suban o bajen según su cercanía al satélite. Del mismo modo, la Vía Láctea ejerce estas fuerzas de marea sobre la nube de Oort, deformándola ligeramente hacia el centro de la galaxia (por lo que la nube de Oort no es una esfera perfecta). En el sistema solar interior esta marea galáctica es ínfima, ya que la gravedad solar predomina; pero cuanto mayor es la lejanía al Sol aquella se vuelve cada vez más perceptible. Esta pequeña fuerza es suficiente para perturbar el movimiento de algunos miembros de la nube y una parte de ellos son enviados hacia el Sol.
Algunos expertos creen que la marea galáctica pudo haber aumentado los perihelios (distancia más cercana al Sol) de algunos planetesimales con grandes afelios, contribuyendo así a la formación de la nube de Oort. Los efectos de la marea galáctica son muy complejos y dependen en gran medida del comportamiento de cada uno de los objetos del sistema planetario. Por el contrario, a nivel global los efectos son más que evidentes: se cree que cerca de un 90 % de los cometas que expulsa la nube de Oort se deben a ella. Los modelos estadísticos basados en las órbitas de los cometas de período largo apoyan esta idea.

### Ciclos de extinción
Al estudiar las extinciones en la Tierra, los científicos advirtieron un patrón que se repite cada cierto tiempo. Observaron que aproximadamente cada 26 millones de años en nuestro planeta desaparece un porcentaje de especies considerable, aunque todavía no se sabe con certeza qué lo causa.
La marea galáctica podría explicar estos ciclos de extinciones. El Sol gira alrededor del centro de la Vía Láctea y, en su órbita en torno a él, pasa por el plano galáctico con cierta regularidad. Cuando nuestro astro está situado fuera del plano galáctico la fuerza de marea provocada por la galaxia es más débil; del mismo modo, cuando cruza el plano galáctico la intensidad de esta fuerza llega a su máximo, resultando en un incremento de la perturbación de la nube de Oort y, por tanto, del envío de cometas hacia el sistema solar interior hasta un factor de cuatro. Se calcula que el Sol pasa a través del plano galáctico en intervalos de entre veinte y veinticinco millones de años. Sin embargo, algunos astrónomos creen que el paso del Sol por el plano galáctico no puede explicar por sí solo el aumento del envío de cometas, argumentando que actualmente el Sol está situado muy cerca del plano galáctico y sin embargo el último evento de extinción sucedió hace apenas 15 millones de años. En lugar de ello proponen como causa el paso del Sol por los brazos espirales de la galaxia, los cuales, aparte de albergar a multitud de nubes moleculares que perturban la nube de Oort, también acogen a numerosas gigantes azules, cuyo tiempo de vida es muy corto al consumir más rápidamente su combustible nuclear y en cuestión de unos pocos millones de años explotan violentamente originando supernovas.

## Perturbaciones estelares
Aparte de la marea galáctica, existen otros mecanismos capaces de enviar cometas hacia el sistema solar interior, como los campos gravitatorios de las estrellas cercanas o de las grandes nubes moleculares. En ocasiones, durante la órbita que sigue el Sol a través de la galaxia se aproxima a otros sistemas estelares. Por ejemplo, se ha calculado que durante los próximos diez millones de años la estrella conocida con mayores posibilidades de afectar a la nube de Oort es Gliese 710 (de hecho, se calcula que dentro de unos 1.4 millones de años transitará por la nube de Oort, aumentando hasta en un 50 % la tasa de expulsión de cometas). Este proceso también dispersa los objetos fuera del plano eclíptico, explicando la distribución esférica de la nube.

### Hipótesis de Némesis
En 1984, Richard A. Muller, Piet Hut y Marc Davis sugirieron la posibilidad de que el Sol pudiera tener una compañera estelar que lo orbitara. Dicho objeto hipotético recibió el nombre de Némesis, que sería probablemente una enana marrón y orbitaría muy cerca de donde creemos que se encuentra la nube de Oort. Némesis poseería una órbita elíptica, por lo que cada 26 millones de años pasaría a través de la nube, bombardeando cometas al sistema solar interior, lo que explicaría la periodicidad de las extinciones en la Tierra. Un año más tarde, D. Whitmire y J. J. Matese sugirieron la posibilidad de que Némesis pudiera tratarse de un pequeño agujero negro; y en el 2002 este último propuso la existencia de un planeta gigante muy distante que sería el causante de que una gran parte de los cometas que llegan al sistema solar interior provengan de una región concreta de la nube de Oort.
Sin embargo, no se han encontrado pruebas definitivas de su existencia y muchos científicos argumentan que una compañera estelar a una distancia tan enorme del Sol no podría tener una órbita estable, ya que sería expulsada por las perturbaciones de las demás estrellas.

## Objetos de la nube de Oort

Animación que muestra la órbita de Sedna, descubierto en 2004, un posible objeto de la nube de Oort interior.

Dejando a un lado los cometas de período largo, solo se conocen cuatro objetos que se cree que pertenecen a la nube de Oort; se trata de 90377 Sedna, (148209) 2000 CR105, (308933) 2006 SQ372, 2008 KV42. A causa de su lejanía, el perihelio de los dos primeros, a diferencia de los objetos del disco disperso, no llega a verse afectado por la gravedad de Neptuno, por lo que sus órbitas no pueden explicarse por las perturbaciones de los planetas gigantes. Si se hubieran formado en sus actuales posiciones, sus órbitas deberían ser circulares; además, la acreción queda descartada, pues la enorme velocidad con la que se movían los planetesimales habría resultado demasiado perjudicial.
Hay varias hipótesis que explicarían sus excéntricas órbitas: podrían haber sido afectados por la gravedad de una estrella cercana cuando el Sol todavía se encontraba dentro del cúmulo estelar que dio lugar a su formación. En caso de que así fuera, podrían también haber sido perturbados por un cuerpo todavía desconocido del tamaño de un planeta que se encontrara dentro de la nube de Oort, podría deberse también a una dispersión ejercida por Neptuno durante un período de gran excentricidad o por la gravedad de un lejano disco transneptuniano primitivo, o incluso haber sido capturadas por pequeñas estrellas que pasaban esporádicamente cerca del Sol. De todas ellas, la perturbación de otras estrellas parece ser hasta ahora lo más plausible. Algunos astrónomos prefieren incluir tanto a Sedna como a 2000 CR105 en lo que denominan «disco disperso extendido», en lugar de en la nube de Oort interna.
| Número | Nombre              | Diámetro ecuatorial (km) | Perihelio (ua) | Afelio (ua) | Año de descubrimiento | Descubridor                    |
| ------ | ------------------- | ------------------------ | -------------- | ----------- | --------------------- | ------------------------------ |
| 90377  | Sedna               | 1180-1800                | 76.19          | 937         | 2003                  | Brown, Trujillo, Rabinowitz    |
| 148209 | (148209) 2000 CR105 | ~250                     | 44.28          | 411         | 2000                  | Observatorio Lowell            |
| 308933 | (308933) 2006 SQ372 | 50-100                   | 24.17          | 1461        | 2006                  | A. C. Becker                   |
| 528219 | 2008 KV42           | 58.9                     | 20.33          | 70          | 2008                  | Canada‑France‑Hawaii‑Telescope |